# Podvzorkování barvonosných složek
Podvzorkování barvonosných složek je technika často používaná ke kompresi v souvislosti s barevným modelem YCbCr.
Lidský zrak je mnohem citlivější na změny jasu Y než barvonosných složek Cb a Cr.
Tyto barvonosné složky jsou proto v multimédiích často podvzorkovávány.
Ztráta informace je přitom člověkem běžně nepozorovatelná.
Tato technika se používá např. v obrazových formátech JPEG, JPEG 2000 nebo všech videoformátech MPEG.
Několik pixelů, které mají společnou některou barevnou složku, tvoří blok neboli makropixel. 
Blok má typicky šířku 4 a výšku 2 vzorky.
Podvzorkování se značí trojicí čísel ve formátu J:a:b.
J udává šířku bloku (vždy 4), a je počet barvonosných složek horního řádku a b je počet těchto složek ve spodním řádku.
Často používaná schémata podvzorkování jsou 4:4:4 (nepodvzorkováno), 4:2:2 (barvonosné složky horizontálně podvzorkovány na polovinu), 4:1:1 (horizontálně podvzorkovány na čtvrtinu) a 4:2:0 (horizontálně i vertikálně na polovinu).

## Jak podvzorkování funguje
Podvzorkování barvonosných složek je ztrátová komprese, informace o barvách během tohoto procesu zanikají a dochází ke kompresi nebo omezení zdrojového signálu z původního vzorku. Tento signál je rozdělen na světlonosnou složku Y a dvě barvonosné složky Cb a Cr. V barvonosných složkách poté dochází ke snížení množství dat barev. Způsob závisí na zvoleném schématu. Využívá se zde faktu, že lidské oko kompresi ani nepostřehne, protože je více citlivé na intenzitu pixelů než na jejich barvy.
Při podvzorkování je ze sousedních barevných složek vypočítána průměrná hodnota. V případě, že se jedná o dva sousední pixely na řádku, kompresní poměr se rovná přibližně 2/3. Pokud se průměruje hodnota pixelů tvořící čtverec 2×2, kompresní poměr činí 1/2.

## Typy podvzorkovacích schémat
Existuje několik možných schémat:
- 4:4:4
- 4:2:2
- 4:2:1
- 4:1:1
- 4:2:0
- 4:1:0
- 3:1:1

Mezi nejčastěji používané však patří 4:4:4, 4:2:2, 4:2:0.

### Schéma 4:4:4
Toto schéma představuje RAW, bezeztrátovou (bezkompresní) kvalitu. Světlonosná složka Y i obě barevné složky Cb a Cr mají stejnou hodnotu, každou složku tedy tvoří plné čtyři pixely. Nedochází k žádnému podvzorkování, a tudíž ani ke kompresi. Využívá se například ve velmi kvalitních filmových skenerech.

### Schéma 4:2:2
Při použití tohoto schéma dochází k horizontálnímu podvzorkování na polovinu. Každý řádek má podvzorkované dva pixely, zbylé čtyři jsou duplikovány ze vzorku zpracováním jednotlivých složek. Dochází ke snížení šířky přenosového pásma a množství dat o 1/3. Toto schéma se využívá především při práci s videi (např. formát Digital-S, DVCPRO 50) a často také ve formátu JPEG/JFIF.

### Schéma 4:1:1
Schéma je podobné schématu 4:2:2, pouze s tím rozdílem, že barvonosné složky jsou horizontálně podvzorkovány na čtvrtinu. Ztráta barevné informace je proto znatelnější, komprese ovlivňuje přesnost a jasnost barev zdrojového signálu. Formáty, které využívají toto schéma, jsou např. DVCPRO nebo DVCAM.

### Schéma 4:2:0
Barvonosné složky jsou podvzorkovány na polovinu, a to jak horizontálně, tak vertikálně. V horním řádku tak zůstanou dva pixely, zbylých šest tyto pixely kopíruje a spodní řádek pak nemá žádné vlastní pixely. Šířka pásma i množství dat se sníží o polovinu. Schéma 4:2:0 používají především streamovací služby nebo digitální televize. Využívá se také např. u videoformátu DVD-Video nebo Blu-ray.